# Le Destin (film, 1977)
Pour les articles homonymes, voir Destin (homonymie).
Pour plus de détails, voir Fiche technique et Distribution.
Le Destin (Судьба) est un film soviétique réalisé par Evgueni Matveev et sorti en 1977. Il s'agit d'une suite du film L'Amour terrestre (ru) (Любовь земная) sorti trois ans plus tôt. Les deux films étant adapté du roman homonyme de Piotr Proskourine (ru).
Le film a réuni 57,8 millions de spectateurs dans les salles soviétiques et se place en 30e place du box-office de l'URSS.

## Fiche technique
Sauf indication contraire, les informations mentionnées dans cette section peuvent être confirmées par la base de données cinématographiques IMDb,  présente dans la section « Liens externes ».
- Titre français : Le Destin[1]
- Titre original russe : Судьба, Sudba
- Réalisateur : Evgueni Matveev
- Scénario : Evgueni Matveev, Piotr Proskourine (ru) d'après son roman
- Photographie : Viktor Yakouchev
- Musique : Evgueni Ptitchkine
- Sociétés de production : Mosfilm
- Pays de production :  Union soviétique
- Langue de tournage : russe
- Format : Couleur - 2,20:1 - Son 70 mm 6-piste - 70 mm
- Durée : 170 minutes (2h50)
- Genre : Mélorame de guerre
- Dates de sortie :
  - URSS : 27 octobre 1977

## Distribution
- Evgueni Matveev : Deriougine
- Zinaïda Kirienko : Efrosinia
- Olga Ostroumova (ru) : Mania
- Youri Yakovlev : Brioukhanov
- Valeria Zaklounna-Mironenko : Katerina
- Algimantas Masiulis : Sturmbannführer Solding
- Irina Skobtseva : Élizabeta
- Vadim Spiridonov : Fiodor Makachine